# Linia kolejowa Vraňany – Libochovice
Linia kolejowa Vraňany – Libochovice (Linia kolejowa nr 095 (Czechy)) – jednotorowa, regionalna i niezelektryfikowana linia kolejowa w Czechach. Łączy Vraňany i Libochovice. Przebiega przez terytorium kraju środkowoczeskiego i kraju usteckiego.